# Sándor Kántor
Sándor Kántor (Kaposvár, 1º febbraio 1971) è un allenatore di pallavolo ed ex pallavolista ungherese, vice allenatore della Pallavolo Scandicci Savino Del Bene.
Giocò nel ruolo di schiacciatore. Vive in Italia, parla italiano, inglese e tedesco. È sposato, ha due figli: Mercedesz e Kevin.

## Carriera

### Giocatore

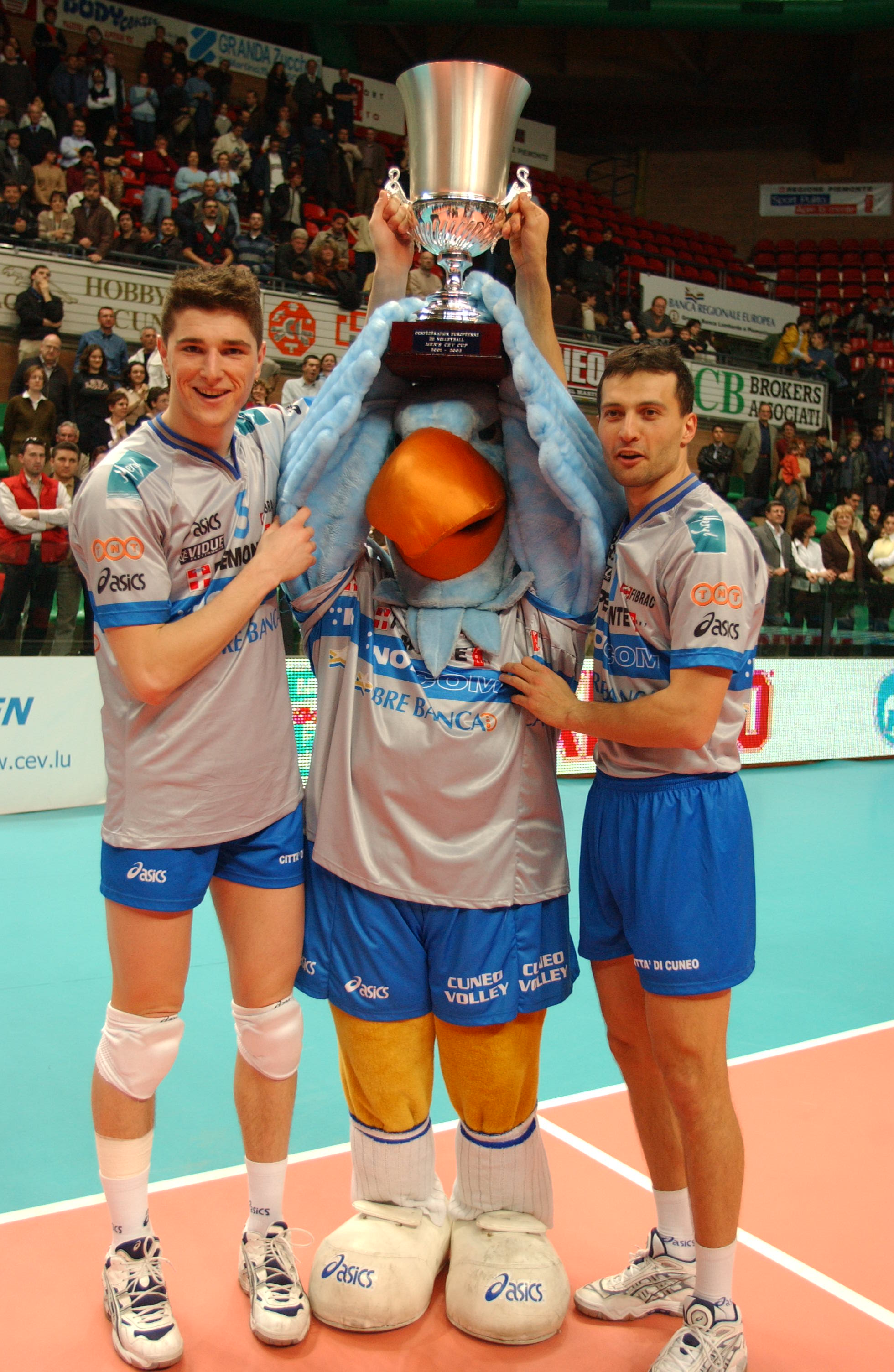
Igor Omrčen e Kántor con la Coppa CEV 2001-02

La carriera di Sándor Kántor inizia nel campionato ungherese, dove con la maglia del Kaposvár vince tre scudetti e due coppe nazionali, entrando a far parte stabilmente della nazionale ungherese. Compiuti i 24 anni si trasferisce in Germania, all'ASV Dachau; in tre anni ottiene diversi successi, fra cui due campionati tedeschi e una Coppa di Germania. In quegli anni ottiene anche il titolo di vice-campione d'Europa, risultato che permette alla sua squadra di partecipare alla Supercoppa europea, manifestazione conclusa con una sconfitta in finale.
Nella stagione 1997-98 approda in Italia, al Volley Forlì. L'anno successivo passa alla Pallavolo Modena: in due anni hanno ben quattro finali: due sconfitte in finali scudetto, contro Sisley Volley e Roma Volley, oltre a quelle in Supercoppa italiana, ancora contro Treviso, e in Coppa CEV, ancora contro Roma. Passa poi al Cuneo per due anni, vincendo la Coppa Italia e la Coppa CEV. Nel 2000 conquista il posto nella squadra All Star Game. Nel 2001 riceve il Pallone d'Oro italiano come miglior schiacciatore del campionato in ogni fondamentale. Nel 2002-03 si trasferisce in Giappone, ai Panasonic Panthers, vincendo la Coppa Asia. Rimane per quattro annate, con una parentesi nel club qatariota del Qatar Sports Club, che gli vale il titolo di campione del Qatar, successo a cui si aggiunge quello nella Coppa di Qatar. Terminata questa esperienza torna in patria, dove veste per cinque annate la maglia del suo primo club, il Kaposvár, aggiungendo al suo palmarès cinque doppiette campionato-coppa nazionale consecutive.

### Allenatore
Contemporaneamente all'esperienza finale al Kaposvár inizia la carriera di allenatore, diventando dal 2008 al 2011 anche commissario tecnico della nazionale ungherese
Tornando in Italia, fa parte per una stagione del gruppo di tecnici della Scuola di Pallavolo Anderlini a Modena, prima di passare nel 2013 alle formazioni femminili del Volleyrò Casal de' Pazzi, ricoprendo gli incarichi di allenatore dell'Under 18 e l'allenatore in quella di Serie B1. Nel 2016 la squadra Under 18 allenata da lui ha vinto il campionato di Serie B1 conquistando la promozione in Serie A; nel 2018 la stessa si conferma campione d'Italia per la quinta volta consecutiva. In questo lasso di tempo, dal Volleyrò escono giocatrici quali Anna Danesi, Carlotta Cambi, Elena Pietrini e Sylvia e Linda Nwakalor.
Nel biennio 2018-2020 è direttore tecnico e capo allenatore dell'Újpesti Torna Egylet di Budapest, una squadra ungherese di Serie A1, con cui vince lo scudetto U21F e consegue un terzo posto nella Coppa Ungheria nazionale. La squadra partecipa anche al torneo Challenge Cup (CEV). Dopo un anno di collaborazione con la Fenice Pallavolo Roma, nel 2021 firma con la Pallavolo Scandicci Savino Del Bene, nel ruolo di vice allenatore. Nell'annata 2021-22 la squadra vince il suo primo trofeo, la Challenge Cup, mentre in quella successiva si aggiudica la Coppa CEV. Nel 2024, per la prima volta nella sua storia, la squadra approda in finale scudetto. Nella stagione 2024-25 la squadra raggiunge per la prima volta la finale in Champions League.

## Palmarès

### Giocatore

#### Club

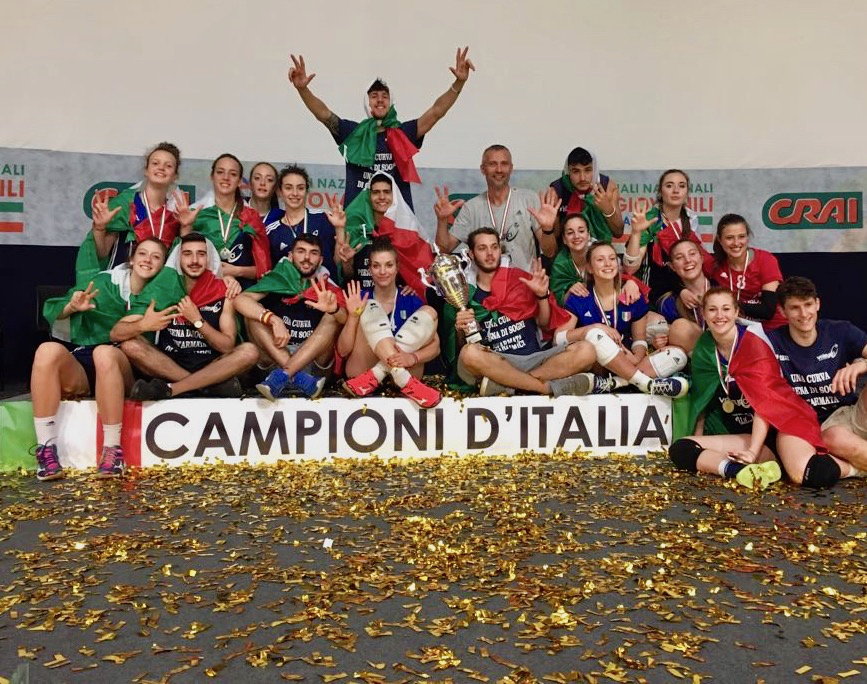
Campioni d'Italia 2018, Under 18 Volleyrò Casal de' Pazzi

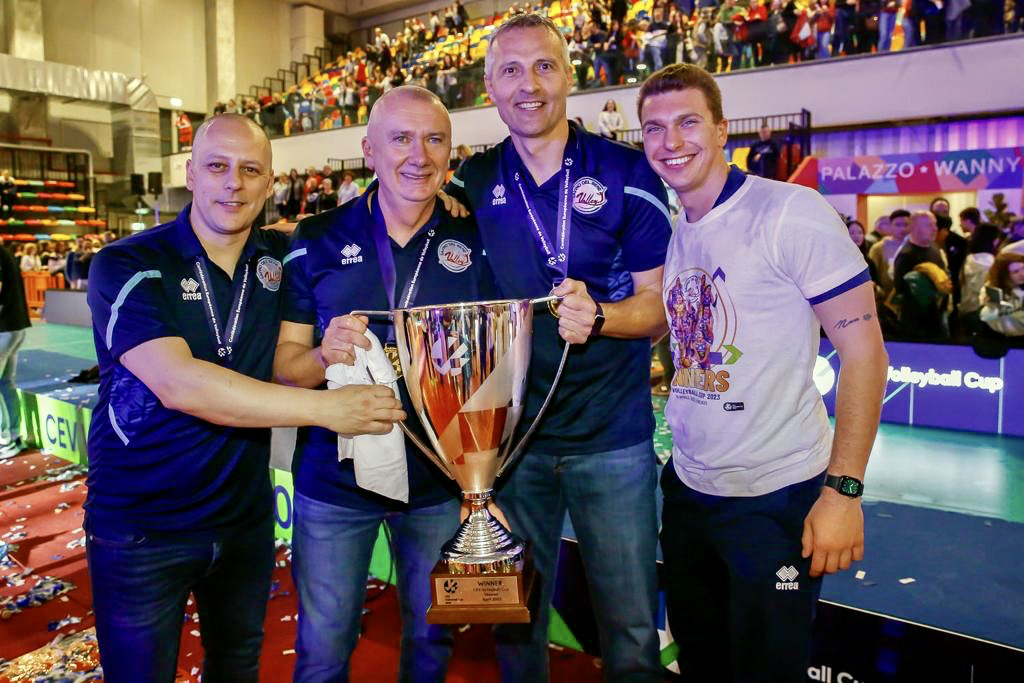
Con la Coppa CEV (2023)

- Coppa Asia: 1 (2004-2005)
- Coppa CEV: 1 (2001-02)
- Coppa di Qatar: 1 (2005)
- Coppa Italia: 1 (2001-02)
- Coppa di Germania: 1 (1996-97)
- Coppa d'Ungheria: 7 (1991-92, 1993-94, 2006-07, 2007-08, 2008-09, 2009-10, 2010-11)
- Campionato qatariota: 1 (2005)
- Campionato tedesco: 2 (1994-95, 1995-96)
- Campionato ungherese: 8:1991-92, 1992-93, 1993-94, 2006-07, 2007-08, 2008-09, 2009-10, 2010-11

#### Premi individuali
- Pallone d'Oro (Italia, 2001)
- Miglior giocatore del anno in Ungheria: 8 (1991,1992,1993,1994,2001,2002,2007,2009)
- Miglior giocatore del decennio in Ungheria (2001)
- Miglior battitore: 2x (Germania: 1996,1997)
- Miglior schiacciatore del campionato Japanese (2004)
- Miglior ricevitore del campionato Japanese (2006)

### Allenatore

#### Club
- Campionato italiano: Vice-Campione d'Italia (Pallavolo Scandicci Savino Del Bene, 2024)
- Coppa CEV: 1 (Pallavolo Scandicci Savino Del Bene, 2023)
- Challenge Cup: 1 (Pallavolo Scandicci Savino Del Bene, 2022)
- Coppa d'Ungheria: 1 (3. posto UTE Fem., 2020)
- Campionato ungherese: 1 (U21Fem., UTE, 2019)
- Campionato italiano: 5 (U18Fem. Volleyrò Casal de' Pazzi, 2014, 2015, 2016, 2017, 2018)
- Campionato italiano: Promozione in Serie A2 (Serie B1Fem. 1. posto, Volleyrò Casal de' Pazzi, 2016)
- Coppa d'Ungheria: 5 (Maschile) 2006-07, 2007-08, 2008-09, 2009-10, 2010-11
- Campionato ungherese: 5 (Maschile) 2006-07, 2007-08, 2008-09, 2009-10, 2010-11

#### Premi individuali
- FIPAV Lazio: per il promozione in Serie A2 femminile (2016)